# シーズン・ラオ
シーズン・ラオ（中国語: 劉善恆、英語: Season Lao、1987年 - ）は、マカオ出身で、日本を拠点に活動している現代美術家。
マカオ理工大学卒業、京都拠点。2009年映像作品が反響を呼び、取り壊される予定の生家を含む歴史的建造物群が再評価・保持され、芸術活動の契機となった。2010年から10年間北海道を拠点とし、自然現象の「虚実相生」から着想を得て、「縁起」を洞察し、雪、霧から生じる余白を取材した平面作品を国内外で発表。2020年から京都に拠点を構え、コロナ禍においては、浄土寺院などで「容中律」を具現化し、人間と物象の間にある主体／客体、外部性／内面性の境界を越えたインスタレーションを展開。2023年、フランスの三大東洋美術館のひとつである、ニース国立東洋美術館の25周年における個展開催。
パブリックコレクション： マカオ芸術博物館、ニース国立東洋美術館、セルヌスキ美術館（パリ）、おおさか創造千島財団、ザ・リッツ・カールトン福岡、雪ニセコ、綾ニセコ、Nipponia美濃商家町など

## 著書
- 『SEASON LAO 虚室・生白』Musée départemental des arts asiatiques à Nice、左右社、2023年、
ISBN 9784865283815
- 『Vividness of qi rhythm and modernity 氣韻生動與現代性. Chang Ge Arts & Media』Liao Hsin-Tien 、2024年、ISBN 9786269755868
- 『L'uomo e il paesaggio』Carlo Pozzoni Fotoeditore、2015年、ISBN 9788890963353
- 『百年菉荳圍 Pateo do Mungo』Associacao Promotora para as Industrias Criativas na Freguesia de Aso Lazaro、2010年、ISBN 9799993771905